# Agnieszka Królikowska
Agnieszka Królikowska (ur. 1978) – polska ekonomistka i urzędniczka państwowa, w latach 2014–2015 podsekretarz stanu w Ministerstwie Finansów, Generalny Inspektor Informacji Finansowej, Generalny Inspektor Kontroli Skarbowej oraz pełnomocnik Rządu ds. zwalczania nieprawidłowości finansowych na szkodę Rzeczypospolitej Polskiej lub Unii Europejskiej.

## Życiorys
W 2002 ukończyła studia z zakresu finansów i bankowości oraz międzynarodowych stosunków gospodarczych i politycznych w Szkole Głównej Handlowej. W 2010 uzyskała także magisterium na Wydziale Prawa i Administracji Uniwersytetu Warszawskiego. Od 2003 do 2010 była pracownikiem naukowym w Instytucie Handlu Zagranicznego i Studiów Europejskich SGH.
Od 2003 roku związana z administracją publiczną. Doświadczenie zawodowe zdobywała w Ministerstwie Finansów, Urzędzie Kontroli Skarbowej w Warszawie oraz Ministerstwie Nauki i Szkolnictwa Wyższego. W marcu 2008 została dyrektorem Departamentu Ochrony Interesów Finansowych Unii Europejskiej, zajmowała się m.in. audytem i kontrolą środków unijnych.
1 stycznia 2014 powołana na stanowiska sekretarza stanu w Ministerstwie Finansów, Generalnego Inspektora Informacji Finansowej, Generalnego Inspektora Kontroli Skarbowej oraz pełnomocnika Rządu ds. zwalczania nieprawidłowości finansowych na szkodę Rzeczypospolitej Polskiej lub Unii Europejskiej. Odwołana ze stanowisk 3 grudnia 2015.